# Overseas Service Bar
Ne doit pas être confondu avec Service stripe ou Wound Chevron.

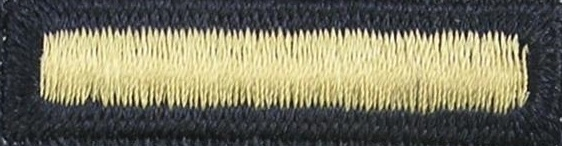
Barrette de service outre-mer portée sur la veste d'un soldat de l'uniforme de service de l'armée américaine datant de l'époque de la guerre mondiale contre le terrorisme, attestant de 6 à 11 mois de service dans des conditions hostiles.

Un Overseas Service Bar (barrette du service outre-mer) est un insigne porté par les soldats de l'armée de terre américaine (US Army) sur l'Army Service Uniform, et auparavant sur l'Army Green (Class A) et l'Army Blue (Dress Blue), qui indique que le récipiendaire a servi six mois à l'étranger sur un théâtre de guerre.
Les barrettes de service outre-mer se présentent sous la forme d'une barrette dorée brodée, portée horizontalement sur la manche droite de l'uniforme de classe A et de l'uniforme de service de l'US Army (Army Service Uniform). Les barrettes de service outre-mer sont cumulatives, en ce sens que chaque barrette portée indique une autre période de six mois. Le temps passé à l'étranger est également cumulatif, ce qui signifie qu'une barrette peut être portée pour deux déploiements distincts d'une durée totale de six mois.
Les barrettes de service outre-mer indiquées ici comme "Corée" ont été utilisées comme barrettes de service outre-mer pendant la Seconde Guerre mondiale.

## Historique
Le concept original d'un écusson d'uniforme indiquant la barrette de service outre-mer a vu le jour lors de la Première Guerre mondiale avec ce qui était connu sous le nom de Overseas Chevron (chevron d'outre-mer). L'Overseas Chevron était un chevron inversé en fil d'or sur un support olive drab, porté sur le bas de la manche gauche de l'uniforme standard de l'US Army, au-dessus des bandes de service (service stripe). Le chevron était identique au chevron de blessure (Wound Chevron) rouge qui était porté sur la manche opposée (droite). Les chevrons de blessure ont été remplacés par la décoration Purple Heart lors de sa création en 1932.
À l'origine, en 1917, les chevrons de service existaient en trois couleurs -
- Chevron argenté pour le service de guerre à l'intérieur du pays pendant 6 mois.
- Chevron or pour le service de guerre outre-mer pendant 6 mois.
- Chevron bleu poudre - service de guerre outre-mer pendant moins de 6 mois.

Le service outre-mer d'un soldat était calculé à partir du jour de son débarquement en Grande-Bretagne ou en France. Les marins qui ont servi dans la zone de guerre européenne à bord d'un navire pendant 6 mois (c'est-à-dire le service à bord d'un navire) portaient leur chevron vers le haut. S'ils ont servi à terre, ils ont droit au chevron du service de guerre outre-mer. Les chevrons de service outre-mer ont été supprimés par la marine et le corps des marines après la Première Guerre mondiale.
Le 30 juin 1944, le ministère de la Guerre a publié la circulaire n° 268, autorisant un écusson d'uniforme en forme de barre pour symboliser le service outre-mer pendant la Seconde Guerre mondiale. L'écusson, d'une largeur d'un quart de pouce (6,35 mm) et d'une longueur de 1 3/8 pouce (34,9 mm), est composé d'une dentelle ou d'un lingot d'or sur fond olive drab, et d'un tissu d'or sur fond kaki. Le fond formait une bordure de 1/8 de pouce (3,175 mm)  de large. La barrette de dentelle ou de lingot d'or était portée sur la veste de service ou de campagne, et la barrette de tissu doré était portée sur la chemise. Le temps était calculé entre les dates de départ des États-Unis continentaux et les dates d'arrivée aux États-Unis, la date de départ et la date d'arrivée étant prises en compte. Aux fins de l'attribution d'une barrette, le temps était calculé soit en continu, soit par intervalles, à partir du 7 décembre 1941 jusqu'à "une date postérieure de 6 mois à la fin de la présente guerre". Le territoire de l'Alaska était considéré comme situé en dehors de la zone continentale des États-Unis pour le calcul du temps, mais le service "sur les Grands Lacs et dans tout port, baie ou autre bras de mer fermé le long de la côte, ainsi que dans la partie de la mer située à moins de 3 miles de la côte des États-Unis, ne sera pas pris en compte dans le calcul de la durée de service requise". Le temps pendant lequel le personnel a été considéré comme absent sans permission ou dans une situation équivalente à la désertion a été soustrait du temps total gagné.
La ou les barrettes devaient être portées centrées sur l'extérieur de la manche du manteau de service, de la veste de campagne ou de la chemise, à 15 cm de l'ouverture de la manche. Si des galons de service (chacun signifiant trois années de service honorable pour les hommes enrôlés) sont portés sur le manteau de service, les barrettes de service outre-mer doivent être portées immédiatement au-dessus. Pour ceux qui avaient également servi outre-mer pendant la Première Guerre mondiale, la barrette de service outre-mer et le chevron étaient portés ensemble.
Le 2 février 1945, le département de la Guerre publia la circulaire n° 41, qui annulait le paragraphe 4b de la circulaire n° 268 de 1944 et remplaçait le paragraphe 2 par un fond en feutre olive drab ou "de la même matière et de la même couleur que le vêtement porté", et autorisait le port des barrettes de service outre-mer sur "le manteau de service, la chemise d'hiver et d'été, la veste de campagne, les vêtements de travail, et les costumes ou vestes spéciaux". La production de barrettes en rayonne dorée est autorisée.
En 1953, l'Overseas Service Bar a adopté son nom actuel et l'écusson a été déplacé pour être porté sur le bas de la manche droite, au lieu de la manche gauche.
Avant les récentes guerres en Afghanistan et en Irak, il était rare qu'une personne ait plus de quatre barrettes de service outre-mer. En raison de la durée des conflits récents et des déploiements multiples qui en ont résulté, il n'est pas rare que des officiers supérieurs et des sous-officiers portent huit barrettes de service outre-mer ou plus.
L'Overseas Service Bar est une distinction distincte de l'Overseas Service Ribbon, créé en 1981, qui reconnaît le service à l'étranger dans tout lieu situé en dehors de la zone continentale des États-Unis (CONUS), sans tenir compte du fait que la région a été désignée ou non comme une zone de combat. Les règlements permettent de recevoir les deux récompenses pour la même période de service qualifiante.

## Réglementation actuelle
Le règlement de l'aUS Army 670-1, Wear and Appearance of Army Uniforms and Insignia, daté du 26 janvier 2021, au chapitre 21, paragraphe 29, stipule ce qui suit:
21-29. Barrettes de service outre-mer
a. Porteurs autorisés. Les soldats sont autorisés à porter une barrette de service outre-mer pour chaque période de 6 mois de service fédéral actif en tant que membre d'un service américain, comme indiqué ci-dessous. Les périodes de moins de 6 mois, qui satisfont par ailleurs aux exigences pour l'attribution de barrettes de service outre-mer, peuvent être combinées en additionnant le nombre de mois pour déterminer le service crédité pour le nombre total de barrettes de service outre-mer autorisées. Les dates de début et de fin indiquées sont incluses. Les mois d'arrivée et de départ de la zone désignée sont comptés comme des mois entiers.
(1) Hors CONUS, entre le 7 décembre 1941 et le 2 septembre 1946. Une barrette de service outre-mer n'est pas autorisée pour une fraction de période de 6 mois.
(2) Corée, entre le 27 juin 1950 et le 27 juillet 1954. Un crédit pour une barre de service outre-mer est autorisé pour chaque mois de service fédéral actif en tant que membre de l'armée américaine servant dans la zone de tir hostile désignée en Corée entre le 1er avril 1968 et le 31 août 1973. Les mois d'arrivée et de départ de la zone de tir hostile sont comptés comme des mois entiers. Si un soldat reçoit un mois d'indemnité de feu hostile pour une période de service en Corée, il peut également recevoir un crédit pour un mois correspondant en vue de l'attribution d'une barrette de service outre-mer.
(3) Vietnam, entre le 1er juillet 1958 et le 28 mars 1973. Les mois d'arrivée et de départ du Vietnam sont comptés comme des mois entiers pour l'attribution de la barrette de service outre-mer. Si un soldat reçoit un mois d'indemnité de tir hostile pour une ou des périodes de service TDY au Vietnam, il peut aussi recevoir un crédit pour un mois correspondant en vue de l'attribution d'une barrette de service outre-mer.
(4) La République dominicaine, entre le 29 avril 1965 et le 21 septembre 1966. Les mois d'arrivée et de départ de la République dominicaine sont comptés comme des mois entiers.
(5) Le Laos, entre le 1er janvier 1966 et le 28 mars 1973. Les mois d'arrivée au Laos et de départ du Laos sont comptés comme des mois entiers.
(6) Cambodge, entre le 1er janvier 1971 et le 28 mars 1973. Le personnel doit avoir droit à la prime de feu hostile pour obtenir une barrette de service outre-mer. Les mois d'arrivée et de départ de la zone de rémunération pour les tirs hostiles sont comptés comme des mois entiers.
(7) Liban, entre le 6 août 1983 et le 24 avril 1984, pour les deux unités énumérées au paragraphe 21-18c(6). Les mois d'arrivée au Liban et de départ du Liban sont comptés comme des mois entiers.
(8) Golfe persique, entre le 27 juillet 1987 et le 1er août 1990, pour l'opération Earnest Will. Les mois d'arrivée et de départ du golfe Persique sont comptés comme des mois entiers.
(9) Le golfe Persique entre le 17 janvier 1991 et le 31 août 1993, pour l'opération Tempête du désert. Les mois d'arrivée et de départ du golfe Persique sont comptés comme des mois entiers.
(10) Le Salvador, entre le 1er janvier 1981 et le 1er février 1992. Les mois d'arrivée au Salvador et de départ de ce pays sont comptés comme des mois entiers.
(11) Somalie, entre le 5 décembre 1992 et le 31 mars 1995. Les mois d'arrivée et de départ de la Somalie sont comptés comme des mois entiers.
(12) Participation à l'OEF (Opération Enduring Freedom), dans la zone d'opérations de l'USCENTCOM et sous le contrôle du Combatant Commander, USCENTCOM, entre le 11 septembre 2001 et le 31 décembre 2014 ; OEF-Philippines, aux Philippines, entre le 19 septembre 2001 et le 31 décembre 2014 ; OEF-Corne de l'Afrique, à Djibouti, entre le 1er janvier 2008 et le 31 décembre 2014. Les mois d'arrivée et de départ des Philippines, de Djibouti ou de la zone d'opérations de l'USCENTCOM sont comptés comme des mois entiers.
(13) Participation à l'OIF (Opération Iraqi Freedom), dans la zone d'opérations de l'USCENTCOM et sous le contrôle du Combatant Commander, USCENTCOM, entre le 19 mars 2003 et le 31 août 2010. Les mois d'arrivée et de départ de la zone d'opérations de l'USCENTCOM sont comptés comme des mois entiers.
(14) Participation à l'OND (Opération New Dawn) dans la zone d'opérations de l'USCENTCOM et sous le contrôle du Combatant Commander, USCENTCOM, entre le 1er septembre 2010 et le 31 décembre 2011. Les mois d'arrivée dans la zone d'opérations de l'USCENTCOM et de départ de celle-ci sont comptés comme des mois entiers.
 (15) Participation à l'OIR (Opération Inherent Resolve), dans la zone d'opérations de l'USCENTCOM et sous le contrôle du Combatant Commander, USCENTCOM, entre le 15 juin 2014 et une date à déterminer. Les mois d'arrivée dans la zone d'opérations de l'USCENTCOM et de départ de celle-ci sont comptés comme des mois entiers.
(16) Participation à l'OFS (Opération Freedom's Sentinel), dans la zone d'opérations de l'USCENTCOM et sous le contrôle du Combatant Commander, USCENTCOM, ou de Djibouti, AFRICOM, entre le 1er janvier 2015 et une date à déterminer. Les mois d'arrivée et de départ de Djibouti ou de la zone d'opérations de l'USCENTCOM sont comptés comme des mois entiers.
b. Mode de port. Voir DA Pam 670-1.

## Bénéficiaires notables
- General of the Army Douglas MacArthur a reçu un total de 14 insignes de service outre-mer - 3 chevrons d'or pour la Première Guerre mondiale, 9 barrettes de service outre-mer pour la Seconde Guerre mondiale et 2 pour la Guerre de Corée. Il est l'un des rares membres des forces armées américaines à ne pas avoir été prisonnier de guerre et à avoir passé l'intégralité de la Seconde Guerre mondiale à l'étranger.
- Le général George S. Patton a reçu un total de 10 insignes de service outre-mer - 4 chevrons pour la Première Guerre mondiale et 6 pour la Seconde Guerre mondiale.
- Le général Jonathan Wainwright IV a reçu un total de 11 insignes de service outre-mer - 4 chevrons pour la Première Guerre mondiale et 7 barrettes de service outre-mer pour la Seconde Guerre mondiale.
- Le général William Westmoreland s'est vu décerner un total de 16 barrettes de service outre-mer - 6 pour la Seconde Guerre mondiale, 2 pour la Corée et 8 pour le Viêt Nam.
- Le général Mark J. O'Neil s'est vu décerner 12 barrettes de service outre-mer.
- Les généraux Austin S. Miller et Raymond A. Thomas ont reçu un total de 13 barrettes de service outre-mer.
- Le général Paul J. LaCamera a reçu 18 barrettes de service outre-mer et est toujours en service actif en juillet 2021.
- Le colonel Floyd James Thompson, un béret vert, a servi 9 ans et 3 mois au Viêt Nam, sauf 3 mois en tant que prisonnier de guerre. Il s'est vu décerner un total de 18 barrettes de service outre-mer.

## Source
- (en) Cet article est partiellement ou en totalité issu de l’article de Wikipédia en anglais intitulé « Overseas Service Bar » (voir la liste des auteurs).